# Atyria gracillima
Atyria gracillima är en fjärilsart som beskrevs av W. Warren 1907. Atyria gracillima ingår i släktet Atyria och familjen mätare. Inga underarter finns listade i Catalogue of Life.